# Russell Brown (athlétisme)
Pour les articles homonymes, voir Russell Brown et Brown.
 (février 2022).
Si vous disposez d'ouvrages ou d'articles de référence ou si vous connaissez des sites web de qualité traitant du thème abordé ici, merci de compléter l'article en donnant les références utiles à sa vérifiabilité et en les liant à la section « Notes et références ».
Russell Brown est un athlète américain né le 6 mars 1985 à Hanover, dans le New Hampshire. Il est un spécialiste du demi-fond (1 500 m). Après plusieurs distinctions nationales dans les catégories juniors, Russell arrive chez les pros en 2006, où il se confronte alors aux plus grands, tels que Bernard Lagat ou Mehdi Baala, tous ayant pour ligne de mire l'incroyable record du Marocain Hicham El Guerrouj sur cette distance (3:26).

## Divers
Université : Stanford
Equipe : Oregon TCE
Record personnel sur le Mile : 3 min 56 s 92
Record personnel sur 1 500 m : 3 min 35 s 70
Famille : Russell a deux sœurs, Anna, née en mars 1988, et Tizzy, née en avril 1991. Sa famille réside toujours dans la petite ville de Hanover, près de Boston.
Russell affirme clairement que les Jeux olympiques de Pékin en 2008 constituent son objectif sportif le plus sérieux. Il continue ses études en parallèle, étudiant les sciences politiques à Stanford.
Il échoue aux sélections américaines pour les Championnats du monde d'athlétisme à Osaka en 2007, se classant 7e d'une course au cours de laquelle les trois premiers se sont ensuite envolés pour le Japon : Alan Webb, Leonel Manzano, et le futur lauréat du 1 500 m à Osaka Bernard Lagat ont participé à cet événement.
Il obtient en 2008 une distinction au sein de Stanford University, qui récompense les étudiants ayant combiné bons résultats scolaires et performances athlétiques.
En juillet 2008, il participe aux sélections américaines pour les Jeux olympiques de Pékin sous les couleurs de Stanford University. Il se qualifie pour les demi-finales en terminant 3e de sa série, avant d'échouer aux portes de la finale à l'issue d'une course très relevée.
Il se fait ensuite plus discret jusqu'au 6 février 2011, à l'occasion du meeting de Boston, qui le voit revenir chez lui, sept ans après avoir quitté la région. Dans une course où figurent les favoris Nick Willis et Alan Webb, Russell Brown surprend tout le monde, y compris lui-même, comme il l'avouera au terme de la course, en reportant l'épreuve du mile en 3 min 54 s 81, soit son nouveau record personnel. Il s'agit de la meilleure performance mondiale de la saison.